# Zoe Ann Olsen-Jensen
Zoe Ann Olsen-Jensen, född den 11 februari 1931 i Council Bluffs i Iowa, död den 23 september 2017 i Florida, var en amerikansk 
simhoppare.
Hon blev olympisk silvermedaljör i svikthopp vid sommarspelen 1948 i London.